# Sybil Bauer
Sybil Bauer (Chicago, Illinois, Estados Unidos, 18 de septiembre de 1903-ídem, 31 de enero de 1927) fue una nadadora estadounidense especializada en pruebas de estilo espalda, donde consiguió ser campeona olímpica en 1924 en los 100 metros.

## Carrera deportiva
En los Juegos Olímpicos de París 1924 ganó la medalla de oro en los 100 metros estilo espalda, con un tiempo de 1:23.2 segundos, por delante de la británica Phyllis Harding (plata con 1:27.4 segundos) y su compatriota estadounidense Aileen Riggin.